# Artur Silva
Augusto Artur António da Silva (Bissau, 1956) é um engenheiro e político da Guiné-Bissau, primeiro-ministro do seu país entre janeiro e abril de 2018.

## Biografia
Augusto Artur António da Silva nasceu em Bissau, na Guiné Portuguesa, no ano de 1956. Em sua juventude, no bairro de Reno, era conhecido pelo apelido de "Saco Mandjaku".
Cursou graduação em engenharia de pesca pela Universidade Federal Rural de Pernambuco (UFRPE) entre 1978 e 1982, pela primeira turma do Programa de Estudantes-Convénio de Graduação (PEC-G) do governo brasileiro. Continuou sua formação fazendo mestrado em pesca pela Universidade de Hull, no Reino Unido. Ainda graduou-se em administração dos assuntos marítimos pela Escola de Administração dos Assuntos Marítimos de Bordeaux (França).
De volta ao país, tornou-se o primeiro profissional do tipo na nação, galgando várias posições burocráticas no setor pesqueiro, contribuindo para este tornar-se, em 2016, responsável por 40% da economia nacional. Chegou a ser ministro da Pesca entre 1994 e 1999.
Assumiu o Ministério da Defesa em 2009, dando início ao Programa de Desmobilização de Militares das Forças Armadas da Guiné-Bissau.
Foi, ainda, ministro da Educação Nacional, Cultura, Ciência, Juventude e dos Desportos de maio de 2009 a abril de 2012.
Foi nomeado ministro dos Negócios Estrangeiros, Cooperação Internacional e das Comunidades, tendo servido entre outubro de 2015 a maio de 2016.
Em 30 de janeiro de 2018 o presidente José Mário Vaz o nomeou primeiro-ministro da Guiné-Bissau. Foi demitido em abril de 2018.